# Goya al millor actor revelació
El Premi Goya al millor actor revelació és un reconeixement a la interpretació masculina novella o debutant més convincent en el cinema espanyol. La categoria va ser creada l'any 1994.
Des de la XXVI edició (2011) per tal de ser candidat en qualsevol categoria interpretativa l'única condició és ser major de 16 anys, sense importar la nacionalitat o l'idioma en el que parli l'intèrpret o el personatge.

## Nominats i guanyadors

### Dècada del 2020
| Guanyador             | Candidats                                                   | |
| XXXIX edició - 2025   | XXXIX edició - 2025                                         | XXXIX edició - 2025 |
| --------------------- | ----------------------------------------------------------- | --- |
|                       |                                                             | - Óscar Lasarte per ¿Es el enemigo? La película de Gila - Cuti Carabajal per La estrella azul - Pepe Lorente per La estrella azul - Cristalino per Segundo premio - Daniel Ibáñez per Segundo premio             |
| XXXVIII edició - 2024 |                                                             | |
|                       | Matías Recalt com Roberto Canessa a La sociedad de la nieve | - - Omar Banana com Miguel Acosta Fernández a Te estoy amando locamente - Brian Albacete «Brianeitor» com Ell mateix a Campeonex - La Danis com Dani a Te estoy amando locamente - Julio Hu Chen com Wang Chinas |
| XXXVII edició - 2023  |                                                             | |
|                       | Telmo Irureta com a David a La consagración de la primavera | - Albert Bosch com a Roger a Alcarràs - Jordi Pujol Dolcet com a Quimet a Alcarràs - Mikel Bustamante com a Javi a Cinco lobitos - Christian Checa com a Raúl a En los márgenes                                  |
| XXXVI edició - 2022   |                                                             | |
|                       | Chechu Salgado com a Zarco a Las leyes de la frontera       | - Óscar de la Fuente com a José a El buen patrón - Tarik Rmili com a Khaled a El buen patrón - Jorge Motos com a Lucas a Lucas                                                                                   |
| XXXV edició - 2021    |                                                             | |
|                       | Adam Nourou com a Massar a Adú                              | - Chema del Barco com a Ramón a El plan - Janick com a Ayoub a Historias lamentables - Fernando Valdivieso com a Ray a No matarás                                                                                |
| XXXIV edició - 2020   |                                                             | |
|                       | Enric Auquer com a Kike a Quien a hierro mata               | - Nacho Sánchez com a Ismael a Diecisiete - Vicente Vergara com a Gonzalo a La trinchera infinita - Santi Prego com a Francisco Franco a Mientras dure la guerra                                                 |

### Dècada del 2010
| Guanyador            | Candidats                                                    | |
| XXXIII edició - 2019 | XXXIII edició - 2019                                         | XXXIII edició - 2019 |
| -------------------- | ------------------------------------------------------------ | --- |
|                      | Jesús Vidal com a Marín a Campeones                          | - Carlos Acosta com a Carlos Acosta a Yuli - Moreno Borja com a Paco a Carmen y Lola - Francisco Reyes com a Alvarado a El reino                                                       |
| XXXII edició - 2018  |                                                              | |
|                      | Eneko Sagardoy com a Miguel Joaquín Eleizegi a Handia        | - Pol Monen com a Carlos a Amar - Eloi Costa com a Cristian a Pieles - Santiago Alverú com a Bosco a Selfie                                                                            |
| XXXI edició - 2017   |                                                              | |
|                      | Carlos Santos com a Luis Roldán a El hombre de las mil caras | - Ricardo Gómez com a Soldado José a 1898. Los últimos de Filipinas - Rodrigo de la Serna com a Uruguayo a Cien años de perdón - Raúl Jiménez com a Juanjo a Tarde para la ira         |
| XXX edició - 2016    |                                                              | |
|                      | Miguel Herrán com a Darío a A cambio de nada                 | - Fernando Colomo com a Fernando a Isla Bonita - Álex García com a Leonardo a La novia - Manuel Burque com a Borja a Requisitos para ser una persona normal                            |
| XXIX edició - 2015   |                                                              | |
|                      | Dani Rovira com a Rafa a Ocho apellidos vascos               | - David Verdaguer com a Sergi a 10.000 km - Jesús Castro com a Niño a El Niño - Israel Elejalde com a Alfredo a Magical Girl                                                           |
| XXVIII edició - 2014 |                                                              | |
|                      | Javier Pereira com a Él a Stockholm                          | - Patrick Criado com a Efraín Montero a La gran familia española - Hovik Keuchkerian com a Pedro a Alacrán enamorado - Berto Romero com a Pedro a 3 bodas de más                       |
| XXVII edició - 2013  |                                                              | |
|                      | Joaquín Núñez com a Mateo a Grupo 7                          | - Àlex Monner com a Àlex a Els nens salvatges - Emilio Gavira com a Jesusín a Blancanieves - Tom Holland com a Lucas Bennett a The Impossible                                          |
| XXVI edició - 2012   |                                                              | |
|                      | Jan Cornet com a Vicente a La piel que habito                | - Marc Clotet com a Paulino a La voz dormida - José Mota com a Roberto Gómez a La chispa de la vida - Adrián Lastra com a José Miguel a Primos                                         |
| XXV edició - 2011    |                                                              | |
|                      | Francesc Colomer Estruch com a Andreu a Pa negre             | - Juan Carlos Aduviri com a Daniel/Atuey a También la lluvia - Manuel Camacho com a Marcos Rodríguez Pantoja a Entrelobos - Oriol Vila com a Ramiro a Todas las canciones hablan de mí |
| XXIV edició - 2010   |                                                              | |
|                      | Alberto Ammann com a Juan Oliver a Celda 211                 | - Fernando Albizu com a Andrés a Gordos - Gorka Otxoa com a Chema a Pagafantas - Pablo Pineda com a Daniel a Yo, también                                                               |

### Dècada del 2000
| Guanyador           | Candidats                                                          | |
| XXIII edició - 2009 | XXIII edició - 2009                                                | XXIII edició - 2009 |
| ------------------- | ------------------------------------------------------------------ | --- |
|                     | Juan Manuel Montilla, "El Langui" com a Cuajo a El truco del manco | - Luis Bermejo com a Padre Lorenzo a Una palabra tuya - Álvaro Cervantes com a David a El juego del ahorcado - Martín Rivas com a Lalo a Los girasoles ciegos                                 |
| XXII edició - 2008  |                                                                    | |
|                     | José Luis Torrijo com a Pedro a La soledad                         | - Óscar Abad com a Martín a El prado de las estrellas - Gonzalo de Castro com a Fernando a La torre de Suso - Roger Príncep com a Simón a El orfanato                                         |
| XXI edició - 2007   |                                                                    | |
|                     | Quim Gutiérrez com a Jorge a AzulOscuroCasiNegro                   | - Alberto Amarilla com a Miguelito a El camino de los ingleses - Javier Cifrián com a Caín a El próximo Oriente - Walter Vidarte com a Amós a La noche de los girasoles                       |
| XX edició - 2006    |                                                                    | |
|                     | Jesús Carroza com a Richi a 7 vírgenes                             | - Luis Callejo com a Manuel a Princesas - Pablo Echarri com a Ricardo a El método - Álex González com a Ángel a Segundo asalto                                                                |
| XIX edició - 2005   |                                                                    | |
|                     | Tamar Novas com a Javi a Mar adentro                               | - José Luis García Pérez com a Pedro a Cachorro - Nilo Mur com a Héctor a Héctor - Jorge Roelas com a Montesinos a Tiovivo c. 1950                                                            |
| XVIII edició - 2004 |                                                                    | |
|                     | Fernando Tejero com a Serafín a Días de fútbol                     | - Óscar Jaenada com a Alfredo a Noviembre - Víctor Clavijo com a Mateo a El regalo de Silvia - Juan Sanz com a Fito a La vida mancha                                                          |
| XVII edició - 2003  |                                                                    | |
|                     | José Ángel Egido com a Lino a Los lunes al sol                     | - Roberto Enríquez com a Rubén Bevilacqua a El alquimista impaciente - Carlos Iglesias com a Sancho Panza a El caballero Don Quijote - Guillermo Toledo com a Pedro a El otro lado de la cama |
| XVI edició - 2002   |                                                                    | |
|                     | Leonardo Sbaraglia com a Tomás a Intacto                           | - Biel Durán com a David a Más pena que gloria - James Bentley com a Nicholas Stewart a The Others - Rubén Ochandiano com a Sebas a Silencio roto                                             |
| XV edició - 2001    |                                                                    | |
|                     | Juan José Ballesta com a El Bola a El Bola                         | - Javier Batanero com a Salva a Leo - Jordi Vilches com a Nico a Krámpack - Pablo Carbonell com a Carolo Suárez Perales a Obra maestra                                                        |
| XIV edició - 2000   |                                                                    | |
|                     | Carlos Álvarez-Nóvoa com a el vecino a Solas                       | - Eduard Fernández com a Miguel a Los lobos de Washington - Manuel Lozano com a Moncho a La lengua de las mariposas - Luis Tosar com a Damián a Flores de otro mundo                          |

### Dècada del 1990
| Guanyador          | Candidats                                                               | |
| XIII edició - 1999 | XIII edició - 1999                                                      | XIII edició - 1999 |
| ------------------ | ----------------------------------------------------------------------- | --- |
|                    | Miroslav Táborský com a Václav Passer a La niña de tus ojos             | - Ernesto Alterio com a Jaime a Los años bárbaros - Javier Cámara com a Rafi a Torrente, el brazo tonto de la ley - Tristán Ulloa com a Javi a Mensaka |
| XII edició - 1998  |                                                                         | |
|                    | Andoni Erburu com a Javi a Secretos del corazón                         | - Manuel Manquiña com a Pazos a Airbag - Fernando Ramallo com a Felipe a Carreteras secundarias                                                        |
| XI edició - 1997   |                                                                         | |
|                    | Fele Martínez com a Chema a Tesis                                       | - Emilio Buale com a Ombasi a Bwana - Liberto Rabal com a Manuel a Tranvía a la Malvarrosa                                                             |
| X edició - 1996    |                                                                         | |
|                    | Santiago Segura com a José María a El día de la bestia                  | - Juan Diego Botto com a Carlos a Historias del Kronen - Carlos Fuentes com a Rafa a Antártida                                                         |
| IX edició - 1995   |                                                                         | |
|                    | Saturnino García com a Justino a Justino, un asesino de la tercera edad | - Coque Malla com a Pablo a Todo es mentira - Pepón Nieto com a Ugarte a Días contados                                                                 |

## Estadístiques

### Premiats i candidats de menor i major edat
- Premiat de menor edat: Andoni Erburu, amb 10 anys, per Secretos del corazón (XII edició, 1997).
- Premiat de major edat: Saturnino García i Carlos Álvarez-Nóvoa, amb 59 anys, per Justino, un asesino de la tercera edad (IX edició, 1994) i Solas (XIV edició, 1999) respectivament.
- Candidat de menor edat: James Bentley, amb 7 anys, per The Others (XVI edició, 2001).
- Candidat de major edat: Walter Vidarte, amb 75 anys, per La noche de los girasoles (XXI edició, 2006).